# Tagebau Reichwalde

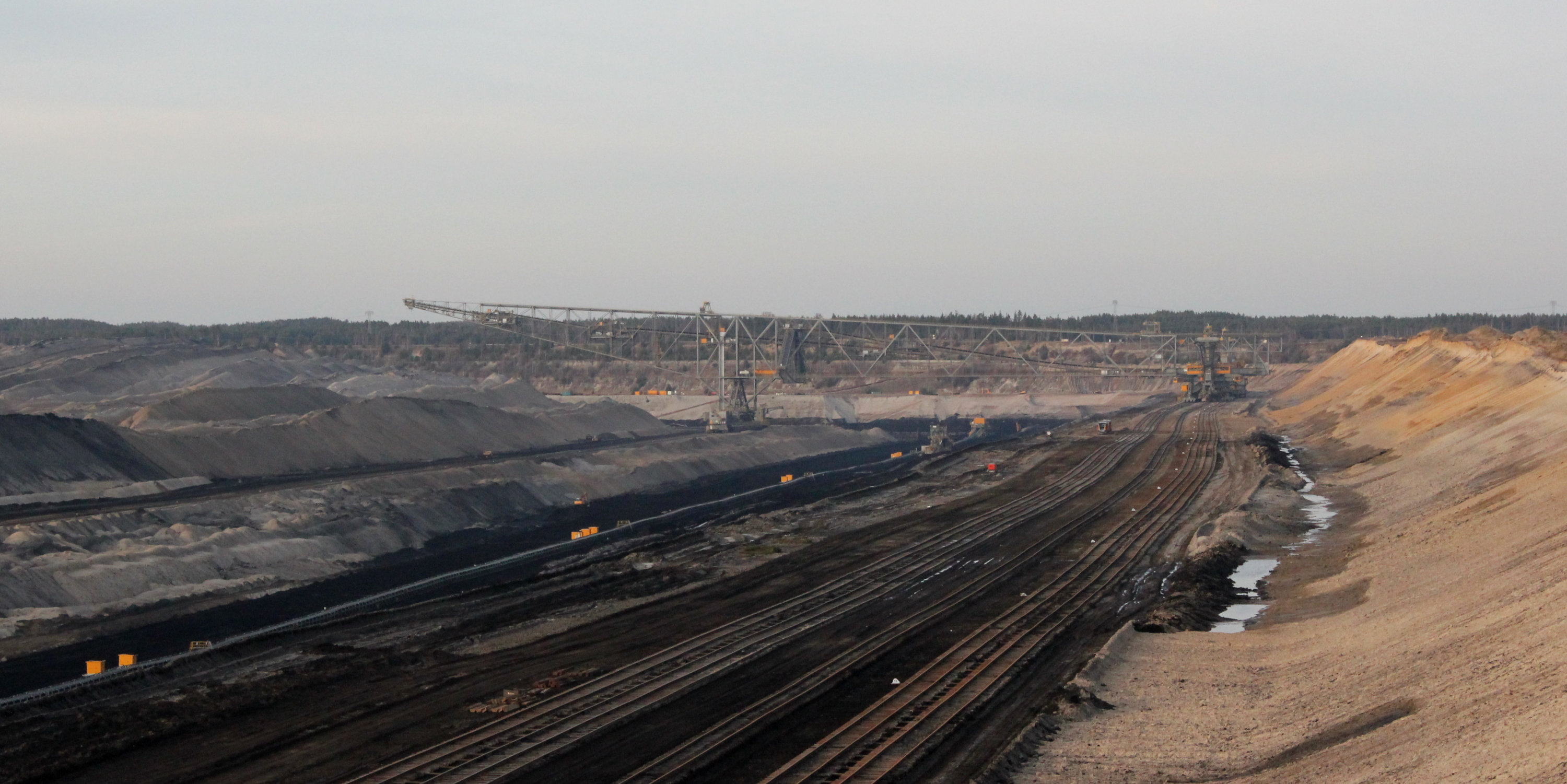
Blick in den wieder aktivierten Tagebau

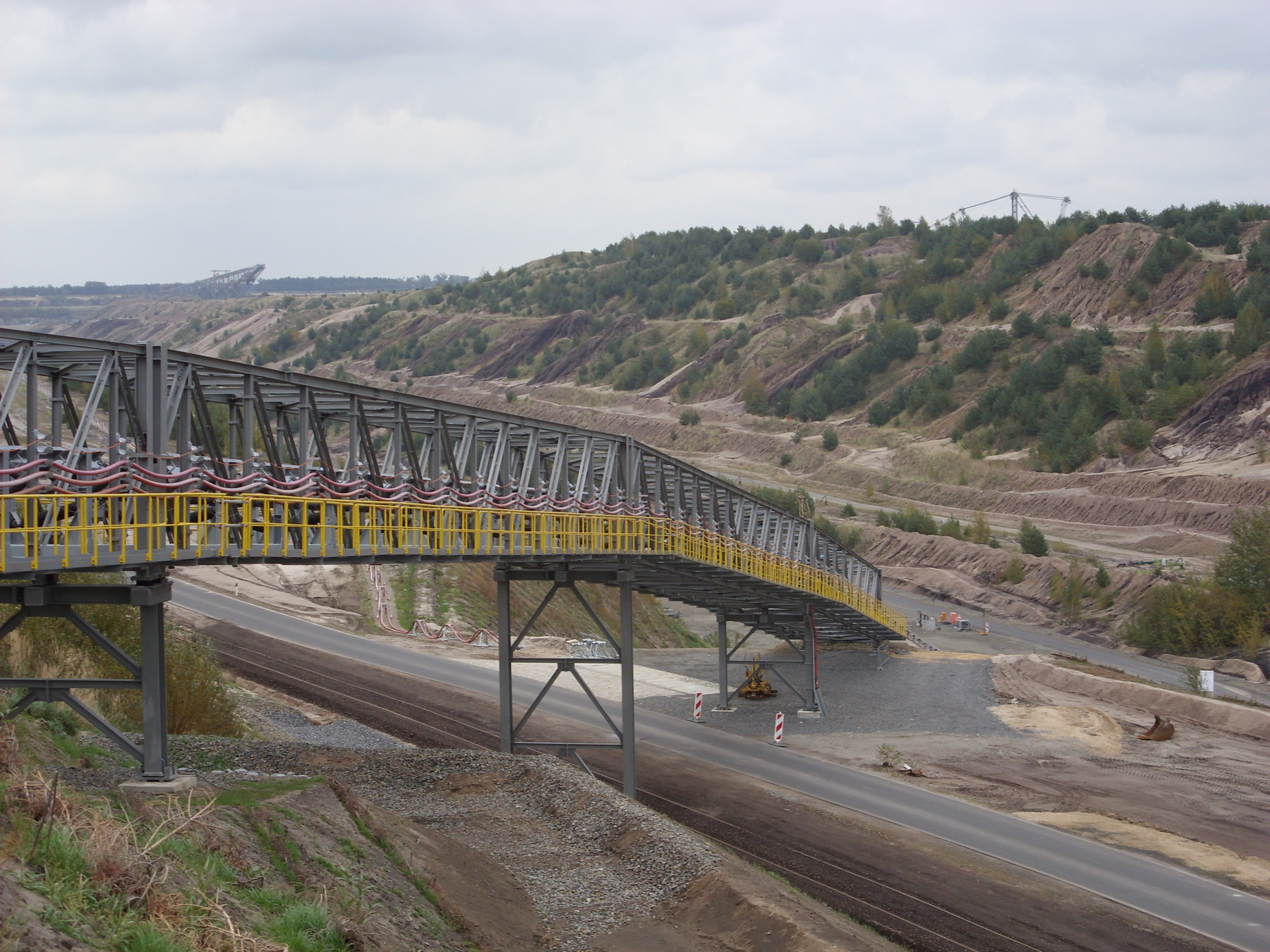
Neue Förderanlage des Tagebaus

Der Braunkohletagebau Reichwalde (obersorbisch Rychwałdska brunicowa jama) ist ein Tagebau der Lausitz Energie Bergbau AG im Südosten des Lausitzer Braunkohlereviers in Sachsen und wurde nach dem Ort Reichwalde in der Gemeinde Boxberg/O.L. (Landkreis Görlitz) benannt. Der Tagebau wurde in den 1980er Jahren eröffnet und diente ausschließlich der Versorgung des nahegelegenen Kraftwerkes Boxberg.

## Geografie
Das bisherige Abbaugebiet des Tagebaus erstreckt sich auf einer Fläche von 6,5 mal 4 Kilometern zwischen dem Truppenübungsplatz Oberlausitz und der Bahnstrecke Berlin–Görlitz im Norden, der Gemeinde Rietschen im Osten, dem umgeleiteten Lauf des Weißen Schöps und dem Ort Reichwalde im Süden sowie Kringelsdorf und Boxberg im Westen.
Das Tagebaugebiet gehört heute zu den Gemeinden Rietschen und Boxberg.

## Braunkohle
Die Braunkohle lagert im Tagebau Reichwalde bis zu 85 Meter unter der Erdoberfläche. Das Flöz hat eine Mächtigkeit von neun bis zwölf Metern. Die Vorräte belaufen sich auf 366 Millionen Tonnen Braunkohle.

## Geschichte
Im Jahr 1980 wurde mit der Erschließung des östlichsten Tagebaus im Lausitzer Revier begonnen. Südlich des bereits seit 1973 fördernden Tagebaus Nochten wurde in einem dichter besiedelten Gebiet mit der Feldentwässerung begonnen. 1987 erfolgte die erste Braunkohleförderung in Reichwalde.
Die Förderung wurde 1999 aus Rentabilitätsgründen gestundet. 2007 begannen die Arbeiten für die Wiederinbetriebnahme, die laut Vattenfall etwa 350 Millionen Euro kosteten. Unter anderem wurden alle Fördergeräte erneuert, darunter auch die Förderbrücke F60. Seit Anfang April 2010 wurden in Reichwalde wieder Abraummassen umgesetzt um die notwendige Kohlefreilage für den Grubenbetrieb zu schaffen. Im Dezember 2010 wurde die Braunkohleförderung wieder aufgenommen, geplant war der Abbau bis Mitte der 2040er Jahre. Bedingt durch den Kohleausstieg in Deutschland, der bis 2038 abgeschlossen sein soll, ist davon auszugehen, dass die Förderung eher endet.
Am 25. April 2018 geriet das offengelegte Kohleflöz in Brand. Das Feuer erreichte schnell eine Ausdehnung von bis zu 2000 × 100 Metern und brannte über mehrere Tage, da der Brand durch den herrschenden Wind immer wieder angefacht wurde. Bei dem mehrere Tage andauernden Brand wurden das Kohleförderband auf einer Länge von mehreren hundert Metern sowie mehrere Feuerwehrfahrzeuge bei der Brandbekämpfung beschädigt. Als Maßnahme gegen den Brand unternahm der Betreiber LEAG die Zuschüttung der brennenden Fläche mit Hilfe der Abraumförderbrücke. Warum es zu diesem Brand kommen konnte, war zunächst unklar. Die Kohleförderung wurde am 25. Mai 2018 wieder aufgenommen.

## Orts- und Flächeninanspruchnahme

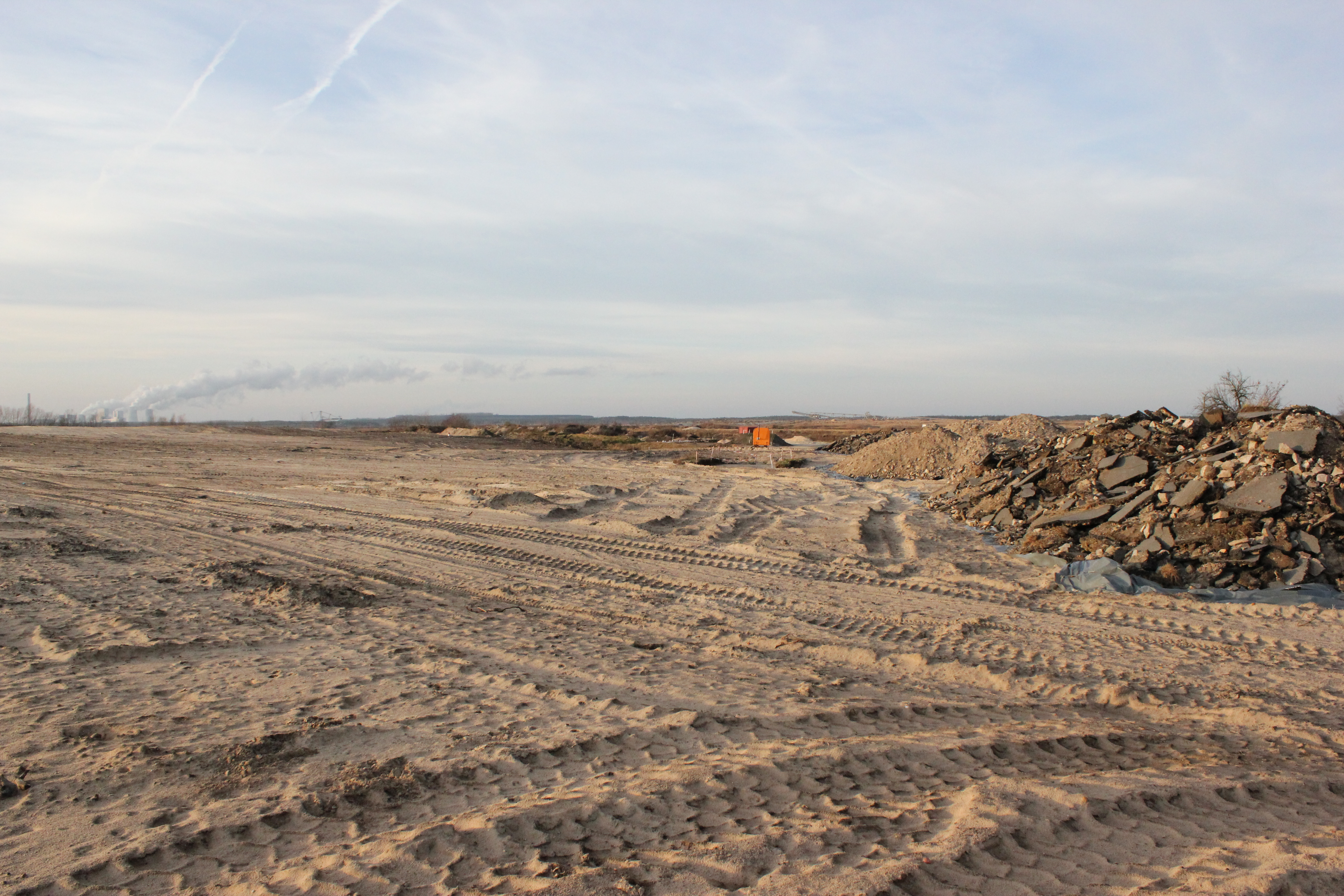
Beräumtes Tagebauvorfeld am ehemaligen Standort des Dorfes Altliebel (2011)

Dem Tagebau Reichwalde musste in den 1980er Jahren die gesamte Gemeinde Wunscha (obersorbisch Wunšow) mit ihren Ortsteilen Publick (Publik), Reichwalder Schäferei (Mosty) und Schadendorf (Pakosnica) weichen. Insgesamt wurden hier 173 Einwohner umgesiedelt. Außerdem wurden der natürliche Lauf des Weißen Schöps, der Zusammenfluss mit dem Schwarzen Schöps und große Teile der Reichwalder Teiche überbaggert und zerstört. Der Fluss selbst wurde umgelegt und passierte den Tagebau nun als Kanal an dessen Nordkante. Um den Tagebau in nordöstlicher Richtung fortführen zu können, wurde der Weiße Schöps bis 2014 nochmals verlegt, so dass er nun südlich des Tagebaus dem Schwarzen Schöps zufließt und in diesen kurz vor Reichwalde mündet.
Für die Erweiterung des Tagebaus in östliche Richtung wurden die seit Jahren im Braunkohleschutzgebiet befindlichen Ortschaften Mocholz, Viereichen, Zweibrück und Altliebel zwischen 1993 und 1995 evakuiert und danach abgebaut. Der vorübergehende Betriebsstopp von 1999 führte jedoch dazu, dass die Orte bis 2013 nicht abgebaggert waren, sondern als Wüstungen weiter auffindbar. Ein großer Teil der Einwohner hatte die Siedlungen schon vor der Evakuierung verlassen. Von der Weiterführung des Betriebes in Reichwalde sind auch die Teiche bei Hammerstadt betroffen.
Alle evakuierten bzw. abgebaggerten Dörfer gehörten zum zentralen Siedlungsgebiet der Sorben und hatten noch in den 1880er Jahren einen Anteil von über 90 % sorbischsprachigen Einwohnern.
Von der Erweiterung des Tagebau-Nordfeldes seit 2010 sind laut Braunkohlenplan langfristig auch ein großer Teil des Truppenübungsplatzes Oberlausitz sowie die Bahnstrecke Berlin–Görlitz betroffen. Bei letzterer soll der zehn Kilometer lange Abschnitt zwischen Weißwasser und Rietschen parallel zur Bundesstraße 115 bis 2026 nach Osten verlegt werden. Das Tagebaugebiet soll künftig bis nach Hammerstadt und zur Bundesstraße 115 reichen. Damit hätte es seine Ausdehnung gegenüber 2009 oder früher vervierfacht.

## Technik
Im Tagebau Reichwalde werden verschiedene Abbaugeräte und -techniken zur Freilegung und Gewinnung der Rohbraunkohle eingesetzt. Hierbei sind im Einsatz:

### Geräte im Vorschnittbetrieb
- Absetzer 1121 A2Rs-B 10000.110
- Schaufelradbagger 1571 SRs 2000 + VR

### Geräte im Brückenbetrieb
- Abraumförderbrücke 35 F60

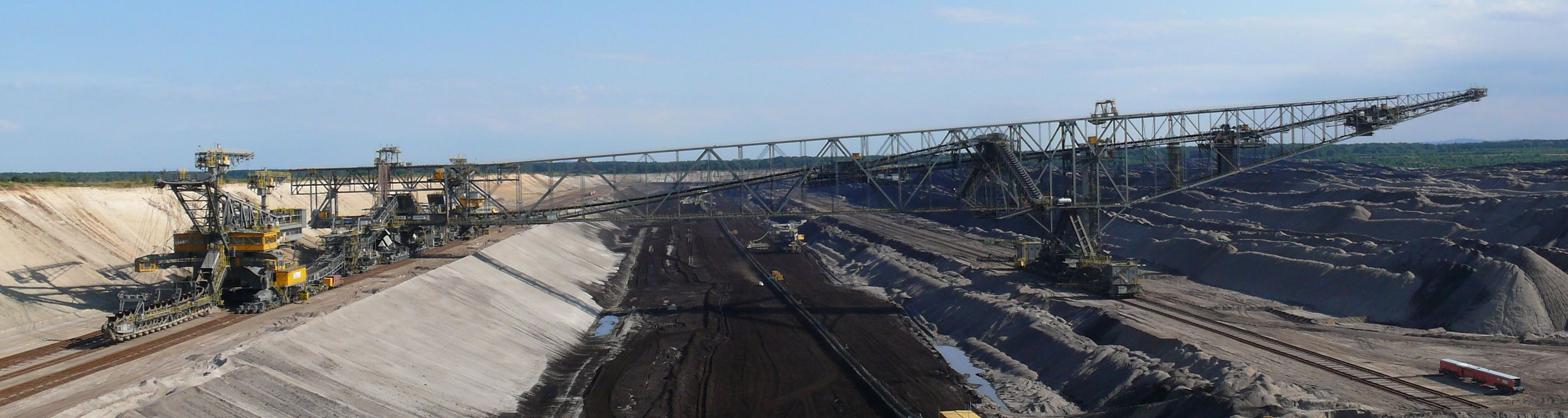
Förderbrücke F60 Nr. 35

- Eimerkettenbagger 1302 Es 3750
- Eimerkettenbagger 1305 Es 3750

### Geräte im Grubenbetrieb
- Eimerkettenbagger 341 ERs 710
- Eimerkettenbagger 365 ERs 710
- Schaufelradbagger 1534 SRs 1301
- Schaufelradbagger 1575 SRs 702

### Geräte auf dem Kohlelagerplatz (zusammen mit Tagebau Nochten)
- Kombiniertes Halden-Gerät 1815 KSs 8800
- Kombiniertes Halden-Gerät 1825 KSs 12000
- Rückladegerät 2003 RE 1800
- Rückladegerät 2004 RE 1800

## Transport der Kohle
Seit 2010 wird die Braunkohle aus Reichwalde direkt über eine 13,5 Kilometer lange Bandanlage zum Kohlelagerplatz am Kraftwerk Boxberg befördert.